# Neoseiulus shambati
Neoseiulus shambati är en spindeldjursart som först beskrevs av El-Badry 1968.  Neoseiulus shambati ingår i släktet Neoseiulus och familjen Phytoseiidae. Inga underarter finns listade i Catalogue of Life.